# Use case
I systemudvikling er en use case eller brugsmønster en teknik til at afdække krav. Det kan enten være krav til et nyt system eller krav til ændring af et eksisterende system. Hver use case indeholder en eller flere scenarier der viser hvordan systemet skal interagere med en bruger eller et andet system for at løse en specifik opgave som systemet skal kunne. En use case skal typisk ikke indeholde teknisk jargon og skal helst skrives i et sprog som kan forstås af systemets slutbrugere.
I 1986 opfandt Ivar Jacobson, en vigtig bidragsyder til Unified Modeling Language (UML) og Unified Process, begrebet use case. Oprindeligt havde han brugt ordet usage scenarios men så fandt han på det svenske ord användarfall, der løst oversat betyder "anvendelsessituation" eller "anvendelsestilfælde", hvilket på engelsk ville været blevet usage case, men det lød ikke godt, så i stedet valgte han ordet Use case .